# All I Want (Killer-låt)
All I Want är den första singeln av den finländska musikgruppen Killer, utgiven 2001 på Mercury Records.
Låten kommer från bandets debutalbum Sickeningly Pretty & Unpleasantly Vain och producerades av Lauri Ylönen och Pauli Rantasalmi från The Rasmus. På Killers singel Fire (2002) spelade man in en nyversion av låten där Lauri Ylönen gästade på sång i låten tillsammans med Siiri Nordin.
Låten kan tänkas vara en tolkning av The Cures låt med samma titel från albumet Kiss Me, Kiss Me, Kiss Me, där också orden "All I want is to be with you" sjungs i refrängen, dock inte formulerade på exakt samma sätt i meningen.
Texten och musiken till All I Want är skriven av Killer.

## Låtlista
Alla låtar är skrivna av Killer.
CD-singel (Mercury Records 015 902-2)
1. All I Want – 3:00
2. All I Want (Hotsnax Remix) – 2:58

CD-Maxi (Universal Music 015 903-2)
1. All I Want – 3:00
2. All I Want (Hotsnax Remix) – 2:58
3. All I Want (Smooth Mix) – 3:00
4. All I Want (Remix by Nietos) – 4:01

## Listplaceringar
| Lista (2001) | Placering |
| ------------ | --------- |
| Finland      | 2         |